# 杉山茂雄
杉山 茂雄（すぎやま しげお、1925年（大正14年）- ）は、日本の法学者。国際法専攻。法政大学名誉教授。財団法人国際法学会評議員、財団法人防衛学会及び防衛法学会理事、特殊法人北方領土問題対策協会研究委員。

## 略歴
1925年（大正14年）静岡市に生まれる。1943年（昭和18年）陸軍予科士官学校入校、翌年に予科士官学校卒業、同年に陸軍士官学校入校（59期）、在校中に終戦を迎えた。
1949年（昭和24年）法政大学法学部を卒業し、同助手（国際法専攻）。1952年（昭和27年）国立国会図書館調査立法考査局員（国際法担当）を務めながら、法政大学講師も兼任する。1968年（昭和43年）国立国会図書館調査立法考査局外務課長を辞任し、同年に法政大学教授に就任（国際法・法学担当）。1996年（平成8年）法政大学教授を定年退職。同年、法政大学名誉教授に就任する。
教授在任中は早稲田大学大学院や明治大学、あるいは神奈川大学や國學院大学などで、国際法の講師を兼任した。法政大学での役職としては、第二教養部長をはじめ評議員や常務理事を歴任。学生との活動では国際法研究会顧問、体育会剣道部長、交響楽団部長などを歴任している。
海外との関わりでは、ハーバード大学やジョージ・ワシントン大学あるいはウィーン大学等に留学。多数の国際会議に出席すると共に、数々の学術調査や研究に従事した。

## 人物
- 参議院事務総長や国立国会図書館長を歴任した指宿清秀とは、陸軍士官学校や法政大学で同じ学生時代を過ごした[3]。
- 外務省外務事務次官やアメリカ合衆国駐箚特命全権大使を歴任した杉山晋輔は、実の息子[4]。

## 主な著書

### 単著
- 『国際法要綱 上巻』開発社 1981
- 『残光彩雲』開発社 1986 グアテマラ紀行

### 共編著
- 『国際法講義』経塚作太郎, 宮崎繁樹共編 青林書院新社 青林講義シリーズ　1970
- 『法学要綱』杉本啓一郎共編 青林書院 1988
- 『法学提要』杉本啓一郎共著 青林書院 1992
- 『新法学概論』杉本啓一郎, 永野秀雄共著 青林書院 1995

### 翻訳
- F.O.ウィルコックス, C.M.マーシイ『国際連合改変への諸提案』共訳 日本外政学会 国際連合研究選集 1959

### 記念論文集
- 『書剣不老 杉山茂雄教授古稀・法政大学御退任記念』杉山茂雄教授古稀・法政大学御退任記念誌刊行委員会 1996